# Jean Roulland
 (septembre 2021).
Pour les articles homonymes, voir Roulland.
Jean Gérard Olivier Jules Roulland est un sculpteur français, né le 29 mars 1931 à Croix et mort le 14 février 2021 à Vieille-Église.

## Biographie
Jean Roulland est l'un des principaux protagonistes du Groupe de Roubaix aux côtés d'Arthur Van Hecke, Eugène Dodeigne et Eugène Leroy.
Il suit les cours de l’école des beaux-arts de Roubaix. Après avoir travaillé dans une usine de céramiques, il se consacre à plein temps à la sculpture à partir de 1960 et part s'installer en Ardèche quelques années entre 1963 et 1967, avant de revenir se fixer définitivement dans les Flandres françaises. Influencé dans sa jeunesse par l’œuvre de Brancusi, il réalise quelques sculptures en bois, céramique ou pierre avant de développer à partir de 1961 son style personnel beaucoup plus expressionniste. Fasciné par le bronze, il en apprend seul la technique à la cire perdue, et fond lui-même le premier exemplaire de la plupart de ses bronzes dans son atelier.
Parallèlement il développe un œuvre peint (quelques toiles, mais surtout des pastels), ainsi que des gravures.
Épisodiquement, il produit quelques œuvres en terre cuite, avant de créer à partir de 1995 une importante série de têtes en terre cuite.

## Récompenses
Jean Roulland reçoit les prix Rodin et Lenchener en 1972 à Paris et, en 1981, le Spécial Prize, 1° Kotaro Takamura Grand Prize, Hakone (Japon). En 1991, une importante rétrospective de son œuvre sculpté 1961-1991 lui est consacrée à l'Hospice Comtesse de Lille. Jean Roulland reçoit le Prix de Sculpture Maria Pilar de la Béraudière remis par l'Académie des Beaux-Arts le 17 novembre 2010, décerné en souvenir de Paul-Louis Weiller, qui distingue l'ensemble de son œuvre.
En 2013, une très importante rétrospective coordonnée entre plusieurs musées lui est consacrée : Musée des Beaux-arts de Calais, Hospice Comtesse à Lille, Église de Nouvelle-Église, Musée "La Piscine" à Roubaix.

## Collections publiques
- Auchy-les-Mines, collège Joliot-Curie (Berger du Deves)
- Audruicq, Collège de Bredenarde (Cheval Mort)
- Bruxelles (Belgique), Musée d'Art Religieux, Basilique de Koekelberg (Le Christ de Louvain)
- Calais, Musée des Beaux-Arts (La Bête Humaine - inv. 78.4.2, L'Apocalypse - inv. 78.4.1, L'Afghane, Pastels)
- Calais, Collège Jean Jaurès (Cheval en Course)
- Croix, rue de la Gare (Statue de l'Abbé Lemire)
- Dunkerque, Lieu d'Art et Action Contemporaine (L.A.A.C.) (Le Clochard, Le Christ rédempteur - inv. 981.10.484, Le Cheval Mourant - inv. 981.10.113, La Servante de Ferme - inv. 981.10.584, Le Chien de Ouarzazate - inv. 981.10.114, Pastels)
- Fonds national d'art contemporain (La Reine morte - inv. 81.1.1, en dépôt au Musée de Calais)
- Gravelines, Musée du dessin et de l'estampe originale, (Le Hareng)
- Hem, Chapelle Sainte-Thérèse (Buste du Pape Jean XXIII, Christ de Procession)
- Le Touquet-Paris-Plage, Musée Municipal ("Catherine")
- Lille, Palais des Beaux-Arts (L’Ardèche)
- Lille, Hôtel de Ville ("Liberté")
- Lille, Square Arnauld CHILLON, Cathédrale Notre-Dame de la Treille (Le Cardinal Liénart, 1984)
- Nagano (Japon), Utsukushi-ga-hara Open Air Muséum ("La Bête écorchée")
- Nouvelle-Église, mairie (Pastel)
- Roubaix, La Piscine Musée d'Art et d'Industrie André Diligent (Bronzes: Le Christ oublié, Guerre à la guerre, portrait de Noël, masque 1962, tete d'ivrogne 1962/ Os de tête, Les enchaînés, l'Afghane, Prométhée, Petit homme oiseau, petit gisant, Berger du Deves/ Mr Minet/ Tête / Pastels, dessins et gravures) / Peintures : compositions, vieille femme, Petit Daniel,/ Terre cuite : Têtes/ maternité/
- Samer, CES le Trion (La Chouette)
- Samer, École (Le Berger du Devès)
- Tourcoing, MUBA Eugène Leroy (peinture)
- Villeneuve-d'Ascq, LaM (Maternité - inv. 984.1.1, Cyclade - inv. 980.1.9, Torse de femme - inv. 980.1.8, Pastels)
- Washington (États-Unis), Tête, 1963, Hirshhorn Museum and Sculpture Garden, (inv. 86.4074)
- Université catholique de Louvain( Belgique), annexe de Courtrai: Cheval mourant

### Vidéographie
- Gens du Nord, Gens de Picardie, Bernard Claeys, FR3, 1987.
- Lignes et Couleurs du Nord, Historique de l’Atelier de la Monnaie, coproduction FR3, Shéhérazade, CRRAV, Conseil Régional du Nord Pas de Calais, Film 52 Minutes.
- Regard d'artiste - Jean Roulland, France3-JT Côte d'Opale-Tout images, 20 juin 2002